# Eucalyptus botryoides
Espèce
Classification phylogénétique
Répartition géographique
Eucalyptus botryoides, le bangalay, est une espèce de plantes à fleurs du genre Eucalyptus et de la famille des Myrtaceae. C'est un arbre australien de taille petite à grande (jusqu'à 40 mètres de haut) avec une écorce rugueuse sur le tronc et de grosses branches, de couleur gris-brun à rouge-brun.
Les feuilles adultes sont pétiolées, lancéolées mesurant de 10  à   16 cm de long sur 2  à   4 cm de large, brillantes, jaunes d'un côté, vert foncé de l'autre.
Les fleurs, blanches, apparaissent en été.
On le trouve sur les côtes est de l'Australie entre la région de Newcastle en Nouvelle-Galles du Sud jusque dans la région de Lakes Entrance à l'est du Victoria.